# Fine Arts Museums of San Francisco

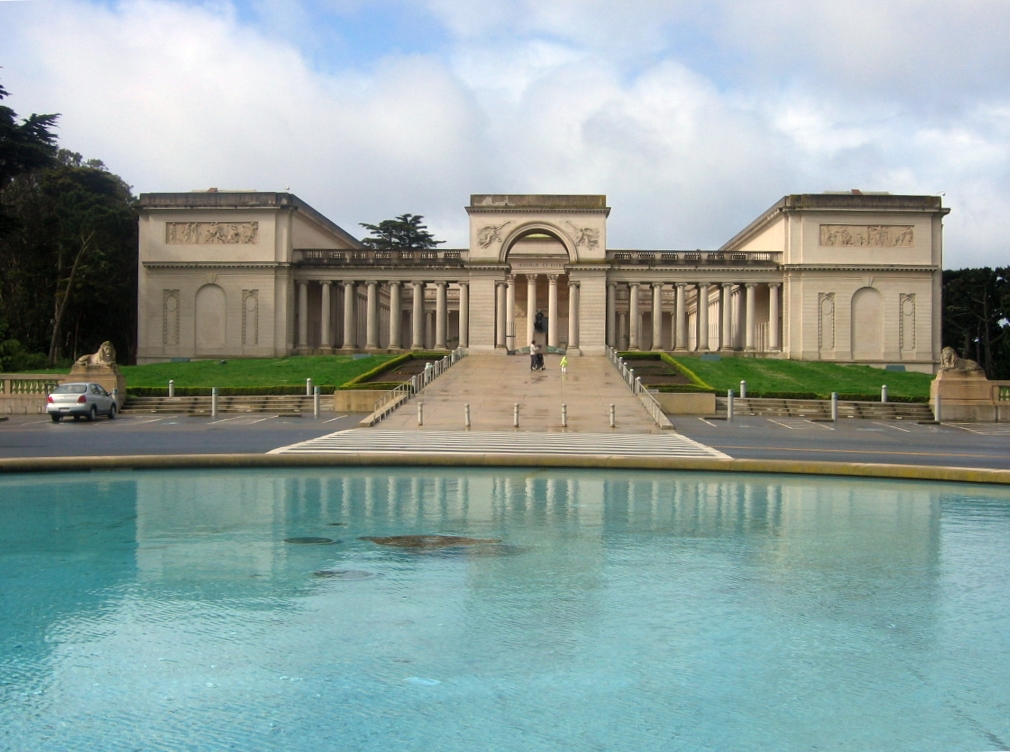
Palace of the Legion of Honor

Fine Arts Museums of San Francisco – muzeum sztuki znajdujące się w San Francisco, w Stanach Zjednoczonych. W jego skład wchodzą dwa muzea: M. H. de Young Memorial Museum w Golden Gate Park oraz California Palace of the Legion of Honor w Lincoln Park. Muzeum jest największą publiczną instytucją zajmującą się sztuką w mieście i jednym z największych muzeów w Kalifornii.
Wartość kolekcji na którą składa się 150 tys. obiektów szacuje się na kwotę 1 mld dolarów eksponowanych w sześciu osobnych działach. 90% kolekcji jest skatalogowana i sfotografowana; dla publiczności udostępnionych jest ok. 3 tys. eksponatów.

## M. H. de Young Memorial Museum
Nazwa muzeum pochodzi od fundatora, dziennikarza z San Francisco M. H. de Younga. Muzeum zostało otwarte w 1895 roku po wystawie California Midwinter International Exposition zorganizowanej w 1895 roku. Pierwotnie mieściło się w budynku powstałym na potrzeby wystawy. W 1919 roku kolekcja została przeniesiona do nowego budynku zaprojektowanego przez Louisa Christiana Mullgardta a sfinansowanego dzięki działaniom Michaela De Younga. W 1921 roku dobudowano wieżę stanowiąca wizytówkę muzeum do 2001 roku.

### Kolekcja
Muzeum De Young prezentuje sztukę amerykańską pochodząca z okresu od XVII do XX wieku, międzynarodową sztukę współczesną, tkaniny, stroje. W kolekcji znajdują się eksponaty z obu Ameryk, Afryki i Pacyfiku.
Na kolekcję sztuki amerykańskiej składa się ponad tysiąc obrazów, 800 rzeźb i 3000 artefaktów. Kolekcja stanowi najbardziej kompleksowy zbiór sztuki amerykańskiej w zachodnich Stanach Zjednoczonych i jest jednym z dziesięciu najlepszych zborów obejmujących całą historię kraju.
W 1978 roku kolekcja za sprawą Johna D. Rockefellera III i Blanchette Hookera Rockefellera powiększyła się o 110 obrazów, 29 grafik i 2 rzeźby.

## Palace of the Legion of Honor
Muzeum Legion of Honor został ufundowany przez Almę de Bretteville Spreckels, żonę magnata cukrowego i właściciela stadniny koni rasowych. Budynek jest mniejszą kopią paryskiego Palais de la Légion d'Honneur znanego również jako Hôtel de Salm i został ukończony w 1924 roku. Muzeum znajduje się na wzniesieniu Lincoln Park, w północno-zachodniej części miasta, z widokiem na Golden Gate Bridge. Plac i fontanna znajdujące się naprzeciwko pałacu Legion of Honor stanowi zachodnie zakończenie Lincoln Highway, pierwszej drogi przecinającej całe Stany Zjednoczone.

### Kolekcja
Legion of Honor prezentuje kolekcję obejmującą ponad 6000 lat głównie europejskiej sztuki starożytnej. Zawiera również kolekcję sztukę europejskich mistrzów, głównie francuskich m.in. rzeźby Auguste Rodin ale i obrazy innych malarzy: Bouchera, Rembrandta, Gainsborougha, Dawida, El Greco, Rubensa, wielu impresjonistów i post-impresjonistów: Degasa, Renoira, Moneta, Pissarra, Seurat, Cézanne i innych. W zbiorach znajdują się również prace reprezentatywne według kluczowych postaci XX wieku, takich jak Braque'a i Picassa oraz dzieła współczesnych artystów takich jak Gottfried, Helnwein i Robert Crumb.